# 磯部村 (福島県)
磯部村（いそべむら）は福島県北東部、相馬郡に属していた村。現在の相馬市南東部、太平洋と松川浦に面した地域にあたる。

## 地理
- 湖沼：松川浦
- 河川：日下石川、野川

## 歴史
- 1889年（明治22年）4月1日 - 町村制の施行により、立谷村、日下石村、磯部村、蒲庭村、柚木村、赤木村が合併して宇多郡磯部村が発足。
- 1896年（明治29年）4月1日 - 所属郡が相馬郡に変更。
- 1900年（明治33年）2月13日 - 大字日下石・立谷・赤木・柚木が分立して日立木村が発足。
- 1954年（昭和29年）3月31日 - 中村町・飯豊村・日立木村・大野村・八幡村・山上村・玉野村と合併して相馬市が発足。同日磯部村廃止。